# Lachenspitze
Lachenspitze är en bergstopp i Österrike.   Den ligger i distriktet Reutte och förbundslandet Tyrolen, i den västra delen av landet, 400 km väster om huvudstaden Wien. Toppen på Lachenspitze är 2 130 meter över havet, eller 225 meter över den omgivande terrängen. Bredden vid basen är 2,1 km.
Terrängen runt Lachenspitze är bergig åt sydväst, men åt nordost är den kuperad. Runt Lachenspitze är det ganska glesbefolkat, med 26 invånare per kvadratkilometer.. Närmaste större samhälle är Reutte, 15,6 km öster om Lachenspitze. 
I omgivningarna runt Lachenspitze växer i huvudsak blandskog.